# Errols
Errols var en rockklubb som låg på Magasinsgatan 3 i Göteborg. 
Errols var ett klassiskt ställe där många band har spelat genom åren. Klubben startade 1977–1978 och de flesta betydande punkbanden i Sverige har spelat där. År 1983 flyttade The Rockbox in i Errols lokaler. Man målade bland annat om hela lokalen vit och installerade ett PA-system, vilket innebar att artisterna inte behövde ta med sig egen utrustning. The Rockbox gästades av flera stora artister från både USA, Storbritannien och Sverige. Efter Rockbox blev stället döpt om till "Grottan," en nattklubb med livemusik och karaokekvällar. Sedan tog rockklubben ARRG (Aktion Rädda Rocken i Göteborg) over och startade Magasinet.  
Artister som uppträtt på Errols är bland andra: A Split Second, Bizarre Alliance, Curve, Lars Demian, Die Krupps, The Neon Judgement, Front 242, En Halvkokt i Folie, Göteborg Sound, DeDe Lopez, Lustans Lakejer, Manic Street Preachers, Njurmännen, Ika Nord, Primal Scream, Problem, Psyche, Skinny Puppy, Radiohead, Ride, Torsson, The Butterfly Effect och Wireframe.
Den svenska filmen Tjenare kungen från 2005 har delar av handlingen förlagd till Errols.